# Palazzi di Messina

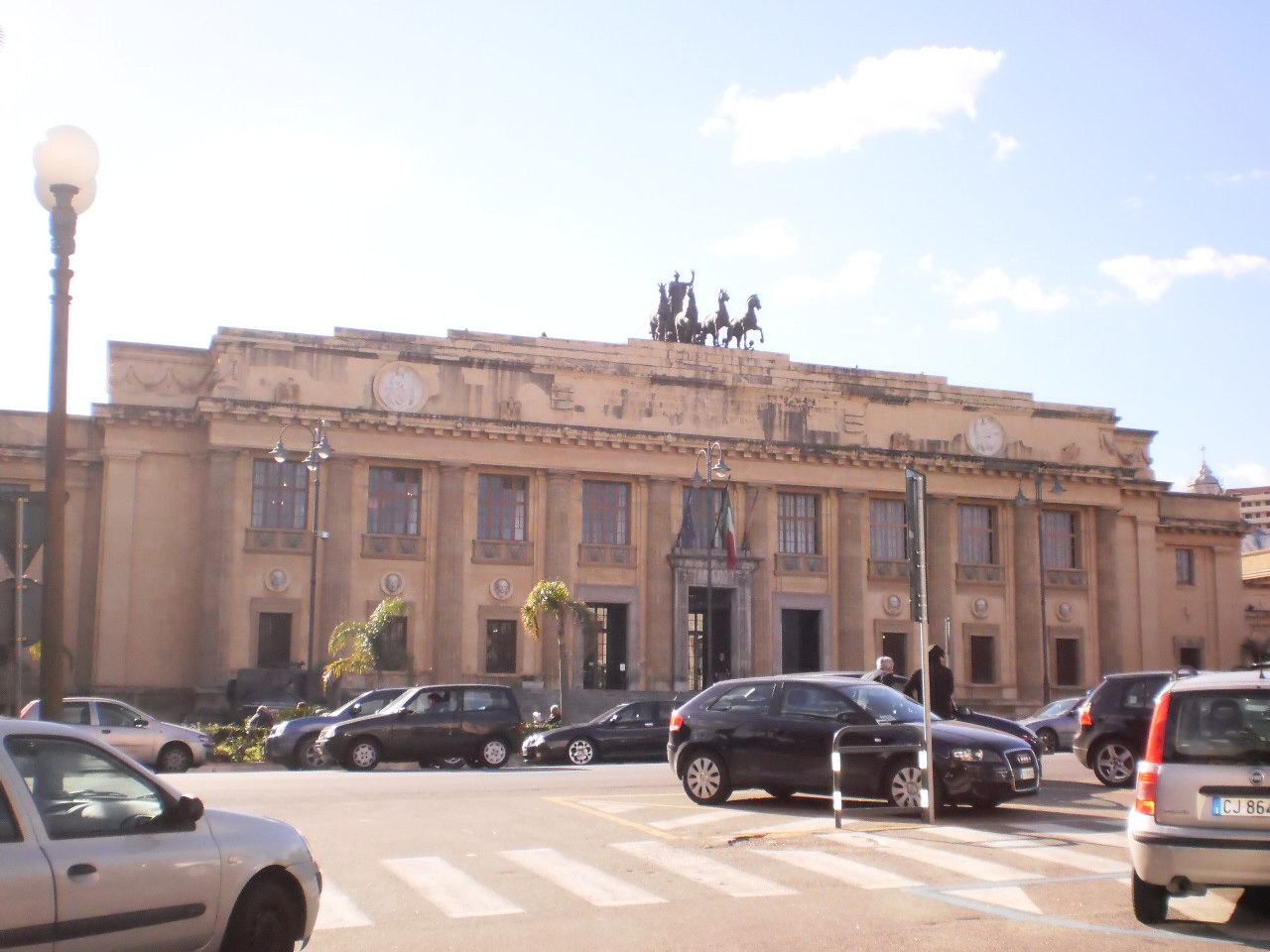
Palazzo di Giustizia

La voce raccoglie le informazioni sui palazzi e gli edifici monumentali della città di Messina.

## Palazzo municipale
Palazzo Zanca, dal nome dell'architetto palermitano Antonio Zanca, che lo progettò nel dopoterremoto, si affaccia sulla vasta piazza "Unione europea", edificio imponente dal basamento in pietra di Billiemi e, sul frontone, le allegorie dello scultore messinese Bonfiglio, raffiguranti la Regina del Peloro e due sirene. I due grandi bassorilievi del padiglione principale raffigurano le eroine cittadine della guerra del Vespro Dina e Clarenza.

## Palazzo di Giustizia
Opera dell'architetto Marcello Piacentini, sito in piazza Maurolico di fronte a quello dell'Università, fu realizzato nel 1927. La solenne facciata, in pietra di Solunto dai toni dorati, è ispirata ad un classicismo attinto alle radici della cultura siciliana e teorizzato dal Basile. Sul frontone sono raffigurati giuristi messinesi, tra cui il filosofo Dicearco da Messina. Sul fastigio si trova una quadriglia in bronzo, opera di Ercole Drei che raffigura Minerva alla guida. Le decorazioni sono degli scultori Prini, Cloza e Bonfiglio.

## Teatro Vittorio Emanuele II

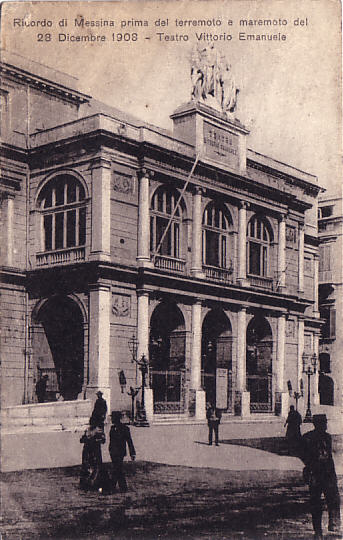
Il teatro Vittorio Emanuele II in una foto antecedente il 1908, prima del terremoto

Il Teatro Vittorio Emanuele II, già teatro "Sant'Elisabetta", mantiene l'originaria architettura neoclassica, essendo sopravvissuto al terremoto. Fu progettato dal napoletano P. Valente e dal messinese C. Falconieri. Sormonta il prospetto il gruppo marmoreo raffigurante "Il Tempo che scopre la Verità a Messina" del messinese Saro Zagari. Il soffitto all'interno è decorato da un grande affresco di Renato Guttuso, raffigurante "la leggenda di Colapesce".

## Galleria Vittorio Emanuele III
Opera eclettica del messinese Camillo Puglisi Allegra (1939), unica nel suo genere nel Meridione d'Italia, se si fa eccezione per quella di Napoli; la belle decorazioni di Bonfiglio e Lovetti, su disegno dell'Allegra, si ispirano al '700 siciliano.

## Palazzo del Monte di Pietà
Edificato in via XXIV Maggio (un tempo "via dei Monasteri") nel 1616 dall'architetto Natale Masuccio su incarico dell'Arciconfraternita degli Azzurri e collegato, attraverso una scenografica scalinata, ai resti della chiesa della Pietà, di cui, a seguito dei danni del terremoto del 1908, rimane soltanto la bella facciata. La magnifica scalinata è opera di P. Campolo e A. Basile; al suo centro si trova le bella "fontana dell'Abbondanza" di Ignazio Buceti (1741).

## Palazzo dell'Università
Sito in piazza Pugliatti, di fronte a quello del Tribunale, venne costruito su disegno di Giuseppe Botto nel 1927 in un puro e lineare stile tardo floreale. L'Università degli Studi di Messina fu preceduta dalla scuola di lettere greche fondata da Costantino Lascaris nel 1421. Dopo circa venti anni la città chiese al re Alfonso il Magnanimo di possedere una sua Università come Catania, ma solo nel 1548 la ottenne.

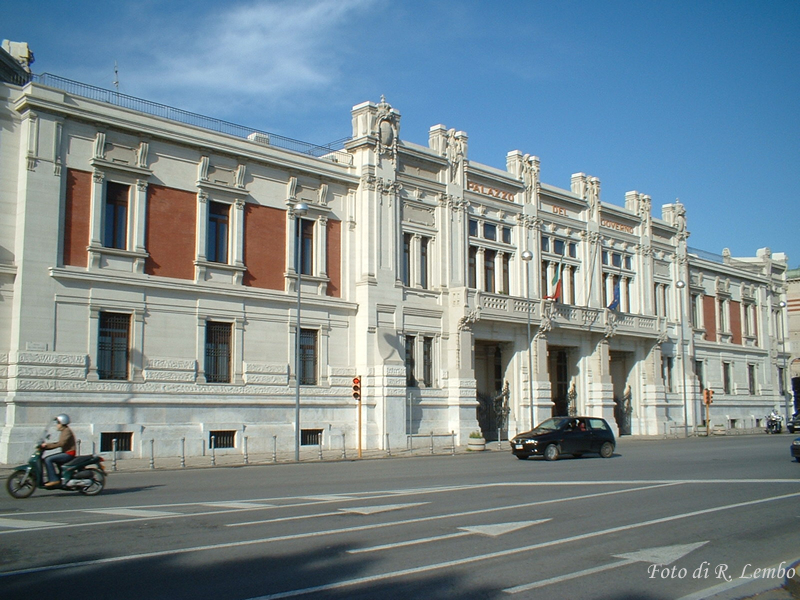
Palazzo del Governo

## Palazzo del Governo
Fu costruito nel 1920 su progetto dell'architetto Cesare Bazzani con elementi tipici del gusto post floreale. Sorge nella bellissima Piazza dell'Unità d'Italia di fronte alla Passeggiata a mare. Occupò quasi per intero l'area della cinquecentesca chiesa di S. Giovanni dei Cavalieri di Malta, della quale rimane soltanto, sul retro del Palazzo, la magnifica Tribuna.

## Palazzo della Camera di Commercio
Fu costruito dopo il terremoto del 1908 su progetto dell'architetto messinese Camillo Puglisi Allegra, sorge in Piazza Cavallotti. Il prospetto, di stampo rinascimentale, presenta tre ampi portali ad arco con artistiche cancellate in ferro battuto. Dai portali si accede in un vasto atrio dal quale si entra nel salone monumentale della borsa. L'interno neoclassico presenta alcune sculture del messinese Antonio Bonfiglio e dipinti di Francato e dei fratelli Zona. Una monumentale scalinata conduce al primo piano del palazzo.
Danneggiato dai bombardamenti aerei degli Anglo-Americani del 1943, venne restaurato negli anni immediatamente successivi; in quell'occasione l'edificio venne sopraelevato.

## Palazzo della Provincia
Noto anche come "Palazzo dei leoni", sorge sul corso Cavour e prospetta su un lato nella scenografica piazza Antonello, su cui si affacciano, oltre ad esso, la Galleria Vittorio Emanuele, un lato del Municipio e l'ex Palazzo delle Poste. L'edificio fu costruito nel 1914 dall'architetto Alessandro Giunta sull'area dell'antica Chiesa di Sant'Agostino della quale sono ancora visibili nell'atrio alcuni elementi architettonici.

## Palazzo dell'Osservatorio
Situato lungo l'omonima via, sulla collina dell'Andria, venne costruito in stile liberty dopo il terremoto del 1908 per ospitare la sede dell'osservatorio meteorologico, che iniziò le proprie attività presso questa ubicazione a partire dal 1909.

## Palazzo della Dogana
Opera di Giuseppe Lo Cascio del dopoterremoto, in stile liberty, con le magnifiche decorazioni, le pensiline in ghisa ed i cancelli ispirate appunto al floreale. Sorge sul luogo ove, fino al 1783, sorgeva il grande Palazzo Reale, sede prima dei re e dopo dei viceré di Sicilia, alla pari del palazzo reale di Palermo.

## Palazzo del Banco di Sicilia
Costruito nel 1926 con norme antisismiche su progetto di V. Vinci, si ricollega ad una marcata struttura rinascimentale così come appare evidente nelle paraste che delimitano il portale d'ingresso affiancato da colonne tuscaniche e sovrastato da un balcone. All'interno dell'edificio, particolarmente importante è la "sala degli sportelli", dove prevale il gusto floreale.

## Stazione ferroviaria
Costruita nel 1939 dall'architetto Angiolo Mazzoni, prospetta sulla centrale piazza della Repubblica, al cui centro spicca una fontana del 1905.

## Palacultura
- Palazzo della cultura o Palacultura, inaugurato nel giugno 2009

## Architetture demolite
- Palazzo delle Cariatidi